# Pontos extremos do Reino Unido

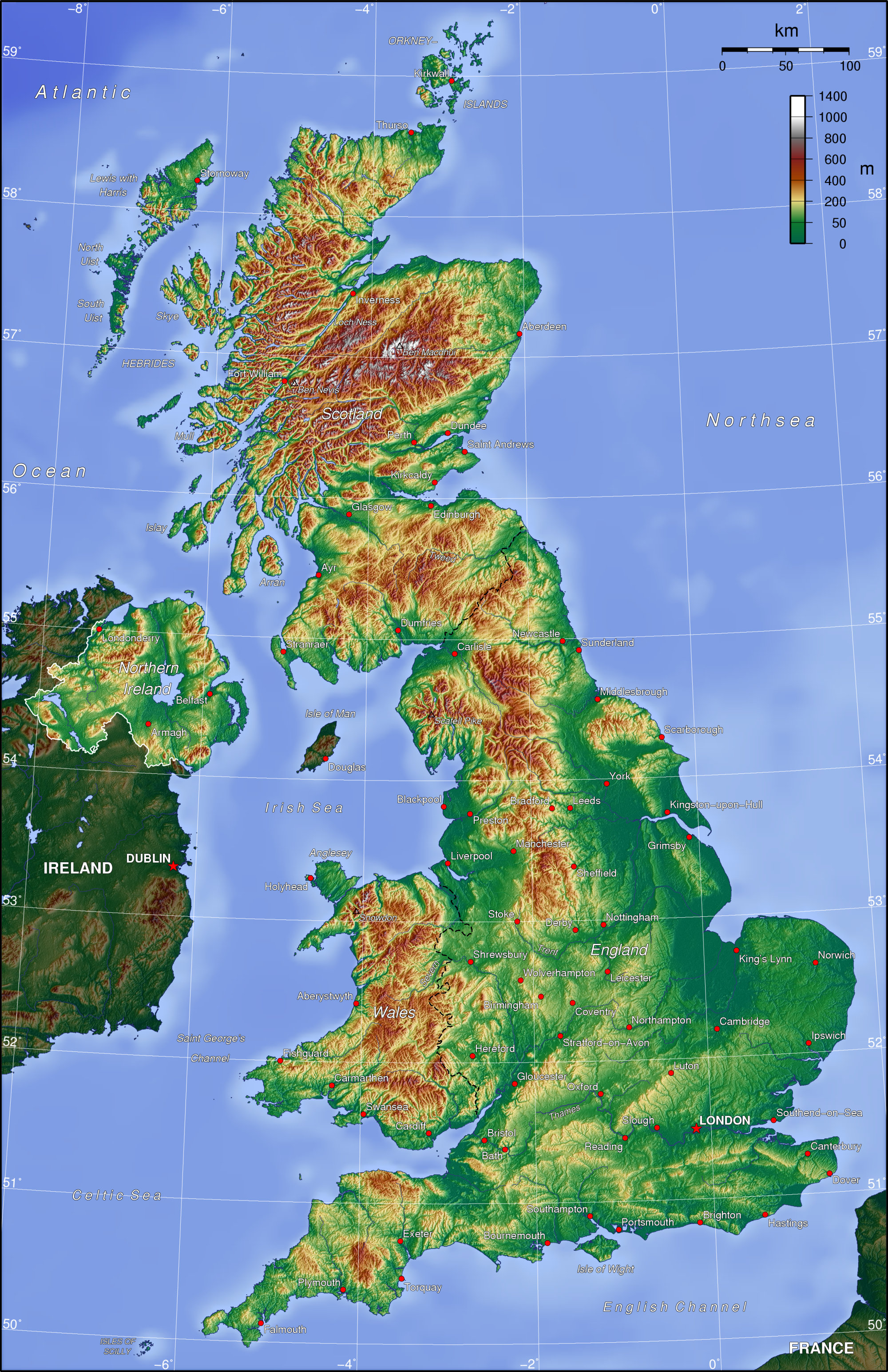
Mapa topográfico do Reino Unido

Esta é a lista dos pontos extremos do Reino Unido, onde estão os locais mais a norte, sul, leste e oeste do território britânico. Tradicionalmente, a extensão da Ilha da Grã-Bretanha é  "de Land's End a John o' Groats" (ou seja, do extremo sudoeste da Inglaterra ao extremo nordeste da Escócia).
O artigo não inclui referências às Ilhas do Canal, porque elas são Dependências da Coroa do Reino Unido, portanto, não fazem parte do território do Reino Unido.

## Pontos extremos do Reino Unido
- Ponto mais setentrional: Out Stack, Ilhas Shetland (60° 51′ 39″ N, 0° 52′ 26″ O)
- Localidade mais setentrional: Skaw, Unst, Ilhas Shetland (60° 49′ 00″ N, 0° 47′ 00″ O)

- Ponto mais meridional: Western Rocks, Ilhas Scilly (49° 51′ 00″ N, 6° 24′ 00″ O)
- Localidade mais meridional: St Agnes, Ilhas Scilly (49° 53′ 00″ N, 6° 20′ 00″ O)

- Ponto mais ocidental: Rockall (57° 35′ 00″ N, 13° 41′ 00″ O). O Reino Unido afirma quem Rockall não é reconhecido por nenhuma autoridade internacional e outros países reivindicam-no. Se Rockall não for considerado parte do Reino Unido, St Kilda é então o extremo ocidental do Reino Unido.
- Localidade mais ocidental: Manger Bag, Condado de Farmanagh (54° 28′ 00″ N, 8° 09′ 48″ O). Até 1930, a localidade mais ocidental era Hirta, na ilha de St Kilda, mas foi abandonada e a ilha é agora uma base militar.

- Ponto mais oriental: Ness Point, Suffolk ( Coordenadas : formato inválido)
- Localidade mais oriental: Lowestoft, Suffolk (52° 28′ 00″ N, 1° 45′ 00″ L)

- Ponto mais alto: Ben Nevis, Escócia, com 1344 m (56° 47′ 49″ N, 5° 00′ 27″ O)

- Ponto mais baixo: Holme Fen, Huntingdonshire 3m abaixo do nível do mar ( Coordenadas : formato inválido)

## Pontos extremos das divisões do Reino Unido
Lista dos pontos extremos da Inglaterra, Escócia, País de Gales, Irlanda do Norte e a ilha da Grã-Bretanha:

### Ilha da Grã-Bretanha
- Ponto mais setentrional: Dunnet Head (Easter Head), Caithness, Highlands (58° 40′ 00″ N, 3° 22′ 00″ O)
- Localidade mais setentrional: Scarfskerry, Caithness, Highlands, Escócia ( Coordenadas : formato inválido)

- Ponto mais meridional: Lizard Point, Cornualha, Inglaterra (49° 57′ 00″ N, 5° 12′ 00″ O))
- Localidade mais meridional: Lizard, Cornualha, Inglaterra (49° 57′ 00″ N, 5° 12′ 00″ O))

- Ponto mais ocidental: Corrachadh Mòr, Highlands (56° 42′ 00″ N, 6° 13′ 00″ O)
- Localidade mais ocidental: Grigadale, Highlands (56° 43′ 00″ N, 6° 11′ 00″ O)

- Ponto mais oriental: Ness Point, Suffolk ( Coordenadas : formato inválido)
- Localidade mais oriental: Lowestoft, Suffolk (52° 28′ 00″ N, 1° 45′ 00″ L)

### Inglaterra
- Ponto mais setentrional: Marshall Meadows Bay, Northumberland (55° 48′ 00″ N, 2° 02′ 00″ O)
- Localidade mais setentrional: Marshall Meadows, Northumberland (55° 48′ 00″ N, 2° 02′ 00″ O)

- Ponto mais meridional: Western Rocks, Ilhas Scilly (49° 51′ 00″ N, 6° 24′ 00″ O)
- Localidade mais meridional: St Agnes, Ilhas Scilly (49° 53′ 00″ N, 6° 20′ 00″ O)

- Ponto mais ocidental: Crim Rocks, Ilhas Scilly ( Coordenadas : formato inválido)
- Localidade mais ocidental: St Agnes, Ilhas Scilly (49° 53′ 00″ N, 6° 21′ 00″ O)

- Ponto mais oriental: Ness Point, Suffolk ( Coordenadas : formato inválido)
- Localidade mais oriental: Lowestoft, Suffolk (52° 28′ 00″ N, 1° 45′ 00″ L)

### Inglaterra (metrópole)
- Ponto mais setentrional: Marshall Meadows Bay, Northumberland (55° 48′ 00″ N, 2° 02′ 00″ O)
- Localidade mais setentrional: Marshall Meadows, Northumberland (55° 48′ 00″ N, 2° 02′ 00″ O)

- Ponto mais meridional: Lizard Point, Cornualha, Inglaterra (49° 57′ 00″ N, 5° 12′ 00″ O))
- Localidade mais meridional: Lizard, Cornualha, Inglaterra (49° 57′ 00″ N, 5° 12′ 00″ O))

- Ponto mais ocidental: Dr. Syntax's Head, Land's End, Cornwall (50° 04′ 00″ N, 5° 43′ 00″ O)
- Localidade mais ocidental: Sennen Cove, Cornwall ( Coordenadas : formato inválido)

- Ponto mais oriental: Ness Point, Suffolk ( Coordenadas : formato inválido)
- Localidade mais oriental: Lowestoft, Suffolk (52° 28′ 00″ N, 1° 45′ 00″ L)

### Irlanda do Norte
- Ponto mais setentrional: Ilha Rathlin, Baía de Ballycastle, Condado de Antrim (55° 18′ 00″ N, 6° 14′ 00″ O)
- Localidade mais setentrional: Ilha Rathlin, Baía de Ballycastle, Condado de Antrim (55° 17′ 00″ N, 6° 11′ 00″ O)

- Ponto mais meridional: Cranfield Point, Condado de Down (54° 01′ 00″ N, 6° 03′ 00″ O)
- Ponto mais merdional: Greencastle, Condado de Down (54° 02′ 00″ N, 6° 05′ 00″ O)

- Ponto mais ocidental: Bradoge Bridge, Condado de Fermanagh (54° 27′ 00″ N, 8° 10′ 00″ O)
- Localidade mais ocidental: Manger Beg, Condado de Fermanagh (54° 27′ 00″ N, 8° 10′ 00″ O)

- Ponto mais oriental: Canon Rock, Península de Ards, Condado de Down (54° 29′ 00″ N, 5° 25′ 00″ O)
- Localidade mais oriental: Portavogie, Condado de Down (54° 27′ 00″ N, 5° 26′ 00″ O)

### Irlanda do Norte (metrópole)
- Ponto mais setentrional: Benbane Head, Condado de Antrim (55° 15′ 00″ N, 6° 28′ 00″ O)
- Localidade mais setentrional: Ballintoy, Condado de Antrim (55° 14′ 00″ N, 6° 21′ 00″ O)

- Ponto mais meridional: Cranfield Point, Condado de Down (54° 01′ 00″ N, 6° 03′ 00″ O)
- Ponto mais merdional: Greencastle, Condado de Down (54° 02′ 00″ N, 6° 05′ 00″ O)

- Ponto mais ocidental: Bradoge Bridge, Condado de Fermanagh (54° 27′ 00″ N, 8° 10′ 00″ O)
- Localidade mais ocidental: Manger Beg, Condado de Fermanagh (54° 27′ 00″ N, 8° 10′ 00″ O)

- Ponto mais oriental: Burr Point, Península de Ards, Condado de Down (55° 29′ 00″ N, 5° 26′ 00″ O)
- Localidade mais oriental: Portavogie, Condado de Down (54° 27′ 00″ N, 5° 26′ 00″ O)

### Escócia
- Ponto mais setentrional: Out Stack, Ilhas Shetland (60° 51′ 00″ N, 0° 52′ 00″ O)
- Localidade mais setentrional: Skaw, Unst, Ilhas Shetland (60° 49′ 00″ N, 0° 47′ 00″ O)

- Ponto mais meridional: Mull of Galloway, Wigtownshire (54° 38′ 00″ N, 4° 52′ 00″ O)
- Localidade mais meridional: Cairngaan, Wigtownshire (54° 38′ 00″ N, 4° 52′ 00″ O)

- Ponto mais ocidental: Rockall (57° 35′ 00″ N, 13° 41′ 00″ O)
- Localidade mais ocidental: Caolas, Bhatarsaigh (Vatersay), Hébridas Exteriores (56° 26′ 00″ N, 7° 32′ 00″ O)

- Ponto mais oriental: Bound Skerry, Out Skerries, Ilhas Shetland (60° 25′ 00″ N, 0° 43′ 00″ O)
- Localidade mais oriental: Bruray, Out Skerries, Ilhas Shetland (60° 26′ 00″ N, 0° 45′ 00″ O)

### Escócia (metrópole)
- Ponto mais setentrional: Dunnet Head (Easter Head), Caithness, Highlands (58° 40′ 00″ N, 3° 22′ 00″ O)
- Localidade mais setentrional: Scarfskerry, Caithness, Highlands, Escócia ( Coordenadas : formato inválido)

- Ponto mais meridional: Mull of Galloway, Wigtownshire (54° 38′ 00″ N, 4° 52′ 00″ O)
- Localidade mais meridional: Cairngaan, Wigtownshire (54° 38′ 00″ N, 4° 52′ 00″ O)

- Ponto mais ocidental: Corrachadh Mòr, Highlands (56° 42′ 00″ N, 6° 13′ 00″ O)
- Localidade mais ocidental: Grigadale, Highlands (56° 43′ 00″ N, 6° 11′ 00″ O)

- Ponto mais oriental: Keith Inch, Aberdeenshire (57° 30′ 00″ N, 1° 46′ 00″ O)
- Localidade mais oriental: Peterhead, Aberdeenshire (57° 30′ 00″ N, 1° 46′ 00″ O)

### País de Gales
- Ponto mais setentrional: Middle House, Anglesey (53° 26′ 00″ N, 4° 26′ 00″ O)
- Localidade mais setentrional: Llanlleiana, Anglesey (53° 25′ 00″ N, 4° 25′ 00″ O)

- Ponto mais meridional: Flat Holm, Cardiff, fora de Lavernock Point, Vale of Glamorgan (51° 22′ 00″ N, 3° 07′ 00″ O)
- Localidade mais meridional: Rhoose, Vale of Glamorgan (51° 23′ 00″ N, 3° 20′ 00″ O)

- Ponto mais ocidental: Grassholm, Pembrokeshire (51° 43′ 00″ N, 5° 29′ 00″ O)
- Localidade mais ocidental: Treginis, Pembrokeshire (51° 25′ 00″ N, 5° 18′ 00″ O)

- Ponto mais oriental: Lady Park Wood, perto de Monmouth, Monmouthshire (51° 49′ 00″ N, 2° 39′ 00″ O)
- Localidade mais oriental: Chepstow, Monmouthshire (51° 37′ 00″ N, 2° 39′ 00″ O)

### País de Gales (continental)
- Ponto mais setentrional: Point of Ayr, Flintshire (53° 21′ 00″ N, 3° 19′ 00″ O)
- Localidade mais setentrional: Talacre, Flintshire (53° 21′ 00″ N, 3° 19′ 00″ O)

- Ponto mais meridional: Breaksea Point, Vale of Glamorgan (51° 22′ 00″ N, 3° 24′ 00″ O)
- Localidade mais meridional: Rhoose, Vale of Glamorgan (51° 23′ 00″ N, 3° 20′ 00″ O)

- Ponto mais ocidental: Pen Dal-aderyn, Pembrokeshire (51° 51′ 00″ N, 5° 19′ 00″ O)
- Localidade mais ocidental: Treginis, Pembrokeshire (51° 25′ 00″ N, 5° 18′ 00″ O)

- Ponto mais oriental: Lady Park Wood, perto de Monmouth, Monmouthshire (51° 49′ 00″ N, 2° 39′ 00″ O)
- Localidade mais oriental: Chepstow, Monmouthshire (51° 37′ 00″ N, 2° 39′ 00″ O)